# فيولا غارفيلد
فيولا غارفيلد (بالإنجليزية: Viola Garfield)‏ هي عالمة الإنسان أمريكية، ولدت في 5 ديسمبر 1899 في دي موين في الولايات المتحدة، وتوفيت في 25 نوفمبر 1983 في سياتل في الولايات المتحدة.